# MT-ATP6

Az MT-ATP6 és az MT-ATP8 közti 46 nukleotidos átfedés. Az egyes nukleotidtripleteknek megfelelő aminosav található az MT-ATP6 (kék) +3 vagy az MT-ATP8 (vörös) +1 keretében.

Az MT-ATP6 (más néven ATP6, teljes nevén mitokondriálisan kódolt ATP-szintáz, 6. membránalegység) mitokondriális gén, mely az ATP-szintáz Fo 6. alegységét kódolja. Ez a nagy transzmembrán F-típusú ATP-szintáz (más néven V. komplex) Fo komplexének része. Ez az enzim az elektrontranszportlánc oxidatív foszforilációjának utolsó lépéséért felel. Egy része protonok áramlását teszi lehetővé speciális membránon keresztül a mitokondriumokba, egy másik az így felszabaduló energiát használja fel az ADP ATP-tá alakításához. Az MT-ATP6 gén mutációi a Leigh-szindróma eseteinek 10-20%-ában találhatók.

## Szerkezet

A két mitokondriális ATP-szintáz-gén (vörös) egyike, az MT-ATP6 gén helye a humán mitokondriális genom L-szálán

Az MT-ATP6 gén a normál mitokondriális működéshez szükséges gént kódol. A humán MT-ATP6 gén 681 bázispár hosszú. Különös jellemzője, hogy az MT-ATP8 gén végével az első 46 nukleotidja átfed. Az MT-ATP6 leolvasási kerethez képest az MT-ATP8 gén a +1 keretben ér véget TAG stop kodonnal.
Az MT-ATP6 fehérje 24,8 kDa-os és 226 aminosavból áll. A fehérje az F1Fo ATP-szintáz alegysége, mely 14 magi és 2 mitokondriális alegységből áll. A-alegységként az MT-ATP6 a nem katalitikus transzmembrán Fo részben található.
Az enzim nómenklatúrájának története hosszú. Az F1 rész a „Fraction 1”-ról, az Fo az e részt gátló oligomicin-kötő képességéről kapta nevét. Az Fo rész a mitokondriális membránba ágyazott protonpórus. 4 fő alegységből, (A, B, C) és emberben további 6 alegységből (d, e, f, g, F6 és 8 (más néven A6L)). Ezen alegység Escherichia coli-homológjának 3D-s szerkezetét elektron-mikroszkópiás adatokon alapulva modellezték (PDB: 1c17, M-lánc). Ez transzmembrán 4-α-csoportot alkot.

## Funkció
Ez az alegység a protoncsatorna fő komponense, és fontos lehet a protonok membránon keresztül való átvitelében. Az F1 katalízise a központi tönk és az Fo c-gyűrűje forgásától függ, melyeket a protonok membránon át való haladása hajt az Fo c-gyűrűje és az A-alegység közt. A perifériás tönk az A-alegységet az F1 domén külső felszínéhez kapcsolja, és feltehetően az A-alegység és az F1α3β3 katalitikus rész központi forgó résszel együtt való forgását akadályozó állórész.

## Klinikai jelentőség
Az MT-ATP6 és más, az oxidatív foszforilációt befolyásoló mitokondriális gének mutációi összefüggnek számos neurodegeneratív és cardiovascularis rendellenességgel, ilyen betegségek például az ATP-szintáz-hiány, a Leber-látóideg-neuropátia (LHON), a mitokondriális enkefalomiopátia stroke-szerű epizódokkal (MELAS), a Leigh-szindróma és a NARP-szindróma. A legtöbb testi sejt több ezer mitokondriumot tartalmaz, bennük egy vagy több mitokondriális DNS-másolattal. Egyes mitokondriális betegségek súlyossága az adott mutációval rendelkező mitokondriumok arányától függ. Az MT-ATP6-mutáció miatt Leigh-szindrómás emberekben gyakran a mitokondriumok nagyon magas százaléka (90–95%) rendelkezik a mutációval. A NARP kevésbé súlyos tüneteinek oka a kisebb mutánsmitokondrium-arány (70–90%). Mivel e két betegség okai azonos genetikai változások, és egy család különböző tagjaiban is előfordulhat, kutatók szerint ezek átfedő jellemzők spektrumát jelentik, nem két külön szindrómát.

### Mitokondriális ATP-szintáz-hiány
A mitokondriális ATP-szintáz-hiány az ATP-szintáz mennyiségének csökkenése vagy funkcióvesztése, mely számos, sok szervet és szervrendszert, különösen az idegrendszert és a szívet érintő tünetet okozhat. E betegség újszülött- vagy kora gyermekkorban életveszélyes lehet. Az érintetteknél a tünetek lehetnek evészavarok, lassú növekedés, hipotónia, letargia és késői fejlődés. Kialakulhat bennük továbbá megnövekedett vértejsavszint (tejsavacidózis), mely szédülést, hányást, gyengeséget és tachipnoét okozhat. Hiperammonémia is jelentkezhet, mely bizonyos esetekben enkefalopátiát és más szervi károsodásokat is okozhat. Ataxiát, mikrokefáliát, késői fejlődést és értelmi fogyatékot észleltek az MT-ATP6-ban kereteltolódásos mutációval rendelkezőknél. Ezt okozza a 8612. helyre kerülő C, mely 36 aminosavas fehérjét hoz létre, valamint a 8610. és 8614. helyen lévő két T→C egypontos nukleotid-polimorfizmus, melyek homopolimer citozinszakaszt hoznak létre.
A mitokondriális ATP-szintáz-hiány további tünete a hipertrófiás kardiomiopátia. Erre a szívizom vastagodása (hipertrófiája) jellemző, mely szívelégtelenséget okozhat. Az m.8528T>C mutáció az MT-ATP6 és MT-ATP8 átfedő részében történik, és több gyermekkori kardiomiopátiás betegben is leírták. Ez az MT-ATP6 kezdőkodonját treoninra módosítja, az MT-ATP8 55. aminosavját triptofánról argininre. A mitokondriális ATP-szintáéz hiányra ezenkívül sajátos arcmintázat jellemző magas homlokkal, lefelé hajló palpebralis fissurákkal, erőteljes orrcsonttal, alacsony fülekkel, vékony ajkakkal és micrognathiával.

### Leigh-szindróma
Az MT-ATP6 patogén változatai mtDNS-asszociált Leigh-szindrómát okoznak, mely általában újszülött- vagy kora gyermekkorban jelenik meg. Az érintettekben késői fejlődés, izomgyengeség vagy nehézlégzés jelentkezhet. További mtDNS-asszociált Leigh-szindrómát okozó mutációk az MT-TL1-, MT-TK-, MT-TW-, MT-TV-, MT-ND1-, MT-ND2-, MT-ND3-, MT-ND4-, MT-ND5-, MT-ND6- és MT-CO3-mutációk. A mitokondriális energiafelszabadítás rendellenességei neurodegeneratív betegségeket, például Leigh-szindrómát okozhatnak, melynek először 1 és 3 éves kor közt jelentkeznek tünetei. Ezek általában vírusfertőzés után jelentkeznek, és a tünetek közé tartoznak a mozgászavarok, a perifériás neuropátia, a hipotónia, a spasticitas és a cerebellaris ataxia. Nagyjából az érintettek fele 3 éves kor előtt meghal légzési vagy szívelégtelenségben. A Leigh-szindróma anyai ágon örökölt betegség, diagnózisa e gének és az MT-ATP6 tesztelésével állítható fel. A Leigh-szindrómával összefüggő mutációkban egy nukleotid változik az MT-ATP6 génben. A leggyakoribb a T8993G. E mutációk az ATP-szintáz funkcióját vagy stabilitását csökkentik, gátolva az ATP-termelést és az oxidatív foszforilációt. Bár pontos mechanizmusa ismeretlen, feltehetően a gátolt oxidatív foszforiláció a sejt számára elérhető kevesebb energia miatt okoz sejthalált. Egyes sok energiát igénylő szövetek és szervek, például az agy, az izmok és a szív különösen érzékenyek a sejt számára elérhető energia csökkenésére. Az agyban történő sejthalál okozza feltehetően a Leigh-szindrómában történő változásokat, melyek hozzájárulnak a tünetekhez. A többi érzékeny szövet sejthalála is hozzájárulhat a tünetekhez. A heteroplazmatikus T9185C mutáció egy állandósult leucin prolinra történő cseréjét okozza a 220. kodonnál, a T9191C pedig a 222. kodonnál cseréli a leucint prolinra, Leigh-típusú fenotípust okozva. Előbbi enyhe, reverzibilis fenotípust okoz, ahol a beteg vér- és izommintáinak 97%-a megerősíti a mutációt, utóbbi súlyosabb fenotípust okoz, mely a beteg halálát okozza 2 éves korban.

### NARP-szindróma
Az ATP6 gén egyes Leigh-szindrómát okozó mutációi hasonló, de kevésbé súlyos szindrómát is okoznak, ez a NARP-szindróma. Kis mennyiségű MT-ATP6-mutációt azonosítottak a NARP-ban. Ezek mindegyikében az MT-ATP6 gén egy nukleotidja tér el. A Leigh-szindrómához hasonlóan a leggyakoribb mutáció a timin cseréje a 8993. helyen guaninra (T8993G). A NARP-okozó mutációk megváltoztathatják az ATP-szintáz szerkezetét vagy működését, csökkentve a mitokondriumok ATP-termelő képességét. Bár e mutációk pontos hatásai ismeretlenek, tovább vizsgálják a kutatók az MT-ATP6 gén változásainak összefüggését az ATP-termeléssel, az izomgyengeséggel, a látásvesztéssel és a NARP többi tünetével.

### Familiális kétoldali striatális nekrózis
A Leigh-szindrómához hasonló familiális kétoldali striatális nekrózist is okozhatja az MT-ATP6 gén változása. Az ilyen mutációt mutató kevés ismert esetben a gyermekek fejlődése késett, továbbá mozgáskoordinációs tünetek, hipotónia és mikrokefália jelentkeztek. Nem ismert, miért okozzák MT-ATP6-mutációk ezeket a kétoldali striatális nekrózisos gyermekekben.

## Kölcsönhatások
Az MT-ATP6 legalább 20 biner fehérje-fehérje kölcsönhatással rendelkezik, ebből 17 kokomplex kölcsönhatás. Kölcsönhat az SP1-gyel.

## Kutatás
A SENS Research Foundation tanulmánya az MT-ATP6 gén csere-DNS-ének sikeres allotóp expressziójáról számolt be sejtmagi DNS-ben.

## Fordítás
Ez a szócikk részben vagy egészben  a   MT-ATP6 című angol Wikipédia-szócikk ezen változatának fordításán alapul.  Az eredeti cikk szerkesztőit annak laptörténete sorolja fel. Ez a jelzés csupán a megfogalmazás eredetét és a szerzői jogokat jelzi, nem szolgál a cikkben szereplő információk forrásmegjelöléseként.